# Burnupia stuhlmanni
Burnupia stuhlmanni е вид коремоного от семейство Planorbidae. Видът е почти застрашен от изчезване.

## Разпространение
Разпространен е в Кения, Танзания и Уганда.